# Cotylorhiza
Cotylorhiza Agassiz, 1862 è un genere di scifomeduse della famiglia Cepheidae.

## Tassonomia
Comprende le seguenti specie:
- Cotylorhiza ambulacrata Haeckel, 1880
- Cotylorhiza erythraea Stiasny, 1920
- Cotylorhiza tuberculata (Macri, 1778)